# Етторе Муті
Етторе Муті (італ. Ettore Muti; 22 травня 1902, Равенна, Королівство Італія — 24 серпня 1943, Фрегена, Королівство Італія) — італійський політичний та військовий діяч, підполковник Королівських військово-повітряних сил Італії, один із засновників та лідерів сквадристів, вірний послідовник ідей Беніто Муссоліні, протягом нетривалого періоду часу — офіційний очільник Національної фашистської партії. Після усунення від влади дуче намагався підняти бунт фашистів у Римі, проте невдало. Невдовзі після цього загинув за невстановлених обставин.